# Хейди Пурга
Хейди Пурга (на естонски: Heidy Purga) е естонска журналистка и политичка, член на Естонската реформистка партия. Тя е бивша депутатка в Рийгикога (2015 – 2023). От 17 април 2023 г. е министър на културата в правителството на Кая Калас.

## Биография
Родена е на 18 март 1975 г. в град Тарту, Естонска ССР, СССР. През 1994 г. завършва гимназия в град Елва. През ученическите си години се занимава с биатлон. От 1994 до 1996 г. учи режисура в Талинския педагогически университет. През 2002 г. завършва Международния университет „Конкордия“ в Естония, със специалност „Електронни медии“. Омъжва се за Яанус Рохумаа, през 2012 г. се ражда техният син Вилиам.
От 1995 до 1997 г. работи като водещ и редактор в Естонската национална корпорация за радио и телевизия (ERR), по канал TV3 (1997 – 2002) и радио Raadio 2 (2002 – 2004) като част от корпорация ERR. От 2004 до 2013 г. е главен редактор на Raadio 2. От 2008 до 2015 г. е главен продуцент на конкурса Eesti Laul (който заменя конкурса Eurolaul за участие в „Евровизия“). От 2007 до 2008 г. заедно с Рейн Ранап и Майкъл Рауд е съдия в шоуто за музикални таланти Eesti otsib superstaari. От 2014 до 2015 г. е съветник на борда на корпорация ERR.
През 2014 г. тя става член на Естонската реформистка партия. През 2017 г. тя става съветник в градското събрание на Талин.
На парламентарните избори през 2015 г. е избрана за депутат в XIII състав на Рийгикога от избирателен район № 1. На следващите парламентарни избори през 2019 г. и през 2023 г. е преизбрана за депутат в Рийгикога. На 17 април 2023 г. е назначена за министър на културата в третото правителство на Кая Калас.